# Rainer Hotopp
Rainer Hotopp (* 23. März 1951) ist ein ehemaliger deutscher Fußballspieler.

## Sportlicher Werdegang
Der Abwehrspieler, der seine ersten Schritte beim SV Bettmar machte, spielte zunächst bei Leu Braunschweig in der Regionalliga Nord. Nach dem Abstieg des Klub wechselte er innerhalb der Regionalliga zum TSR Olympia Wilhelmshaven. Als Tabellensiebter der Spielzeit 1973/74 qualifizierte er sich mit dem Klub für die 2. Bundesliga. Dort kam er in der Auftakt-Saison 1974/75 zu 34 Einsätzen in der Nordstaffel, in denen er 6 Tore schoss. Nach dem Abstieg des Klubs lief er anschließend noch in der Oberliga Nord auf.
Später war der in Mariensiel wohnhafte Hotopp als Spielertrainer und Trainer für verschiedene unterklassige Vereine in der Region tätig. Ab 1984 betreute er den Polizei SV Wilhelmshaven, im folgenden Sommer übernahm er den Heidmühler FC in der Bezirksklasse. Im Verlauf der Saison 1988/89 schied er dort aus, anschließend schloss er sich Ende Januar 1989 als Spieler wieder dem Kreisligisten Polizei SV Wilhelmshaven an. Kurze Zeit später wurde er als Trainer des FC Rot-Weiß Sande/Cäciliengroden ab Sommer 1989 verpflichtet. Zwischen 1992 und 1995 trainierte er den TuS Varel sowie später unter anderem zweimal als Interimstrainer den SV Wilhelmshaven, zunächst im Oktober 1999, dann in der Saison 2017/18. Dazwischen war er von 2008 bis 2013 Trainer des in Sande ansässigen SV Gödens, von 2013 bis 2015 erneut für den TuS Varel und von 2016 bis 2018 für den 1. FC Nordenham.